# Копланд, Рутгер

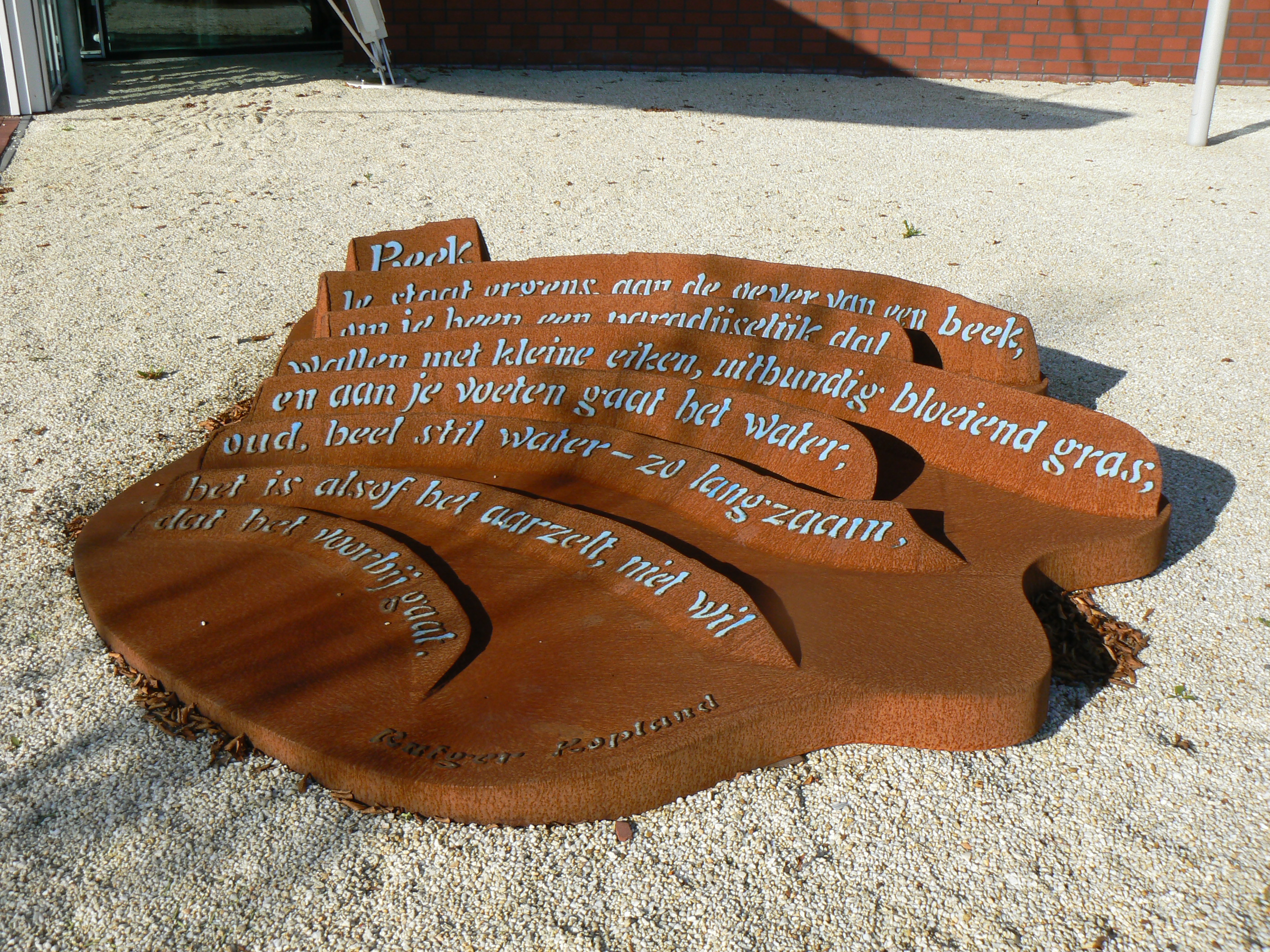
Скульптурная поэма Рутгера Копланда

Рутгер Копланд (настоящее имя Rutger P. Hendrik van den Hoofdakker (нидерл. Rutger Kopland; 4 августа 1934, Гор , Оверэйсел — 11 июля 2012, Глиммен, провинция Гронинген) — нидерландский поэт.

## Биография
Окончил медицинский факультет Гронингенского университета. Работал как психиатр и психотерапевт, читал лекции в Гронингенском университете. Как поэт дебютировал в 1966 году, пользовался в стране чрезвычайной популярностью.

## Произведения
- Onder het vee (1966)
- Het orgeltje van yesterday (1968)
- Alles op de fiets (1969)
- Wie wat vindt heeft slecht gezocht (1972)
- Een lege plek om te blijven (1975)
- Al die mooie beloften (1978)
- Dit uitzicht (1982)
- Voor het verdwijnt en daarna (1985)
- Dankzij de dingen (1989)
- Geduldig gereedschap (1993)
- Het mechaniek van de ontroering (1995, эссе)
- Tot het ons loslaat (1997)
- Over het verlangen naar een sigaret (2001)
- Twee ambachten (2003, эссе)
- Een man in de tuin (2004)
- Verzamelde gedichten (2006)
- Toen ik dit zag (2008)

## Признание
Стихи Копланда переведены на английский, французский, немецкий и другие языки. Он — лауреат премии П. К. Хофта (1998) и других наград. Почётный доктор Утрехтского университета (2002).